# Draaistel

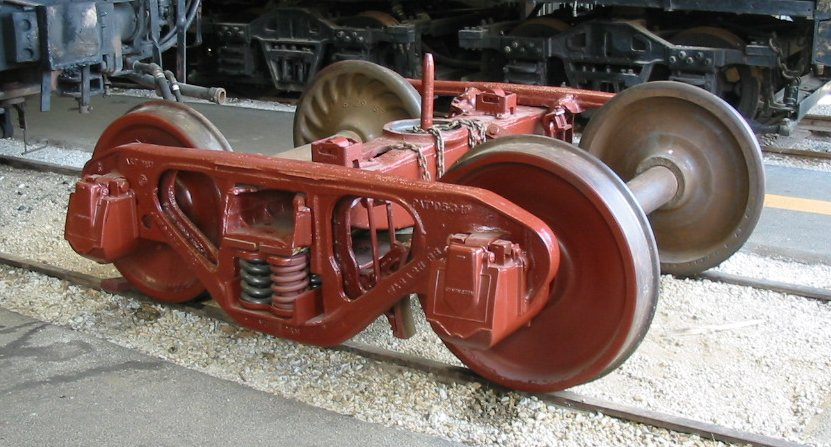
Draaistel

Een draaistel is een klein wagentje, rond een verticale as – een taats – draaibaar bevestigd onder spoorwegmaterieel, dat de wielstellen inlijst. Een draaistel wordt toegepast om de massa of trekkracht van het voertuig over meer assen te verdelen, om een grotere voertuiglengte mogelijk te maken of om het comfort te verhogen.
Rijdt een tweeassige wagen door de bocht, dan komen de wielen enigszins scheef op de rail te staan. Dat gebeurt vooral als de wagen lang is. Dat is een van de redenen om een langere wagen op draaistellen te zetten.
Draaistellen zijn onder te verdelen in loopdraaistellen (geen aangedreven assen) en motordraaistellen (een of meer aangedreven assen). Bij elektrische (en ook dieselelektrische) treinen worden de elektrische tractiemotoren in het draaistel ingebouwd. Bij dieselhydraulische en dieselmechanische treinen worden de draaistellen aangedreven door een aandrijfas van buitenaf.

## Maatvoering
De hart-op-hartafstand van de assen wordt de radstand genoemd. Tegenwoordig bedraagt de radstand van het draaistel bij treinen rond 2,5 meter en bij metro's en trams rond de 2 m. De draaipuntsafstand van de draaistellen bedraagt bij treinstellen en rijtuigen 17 tot 20 m. Bij wagens en locomotieven is de spilafstand veelal korter. Bij een metro bedraagt de spilafstand ongeveer 12 m en bij trams 6 tot 7,5 m. 

## Typen

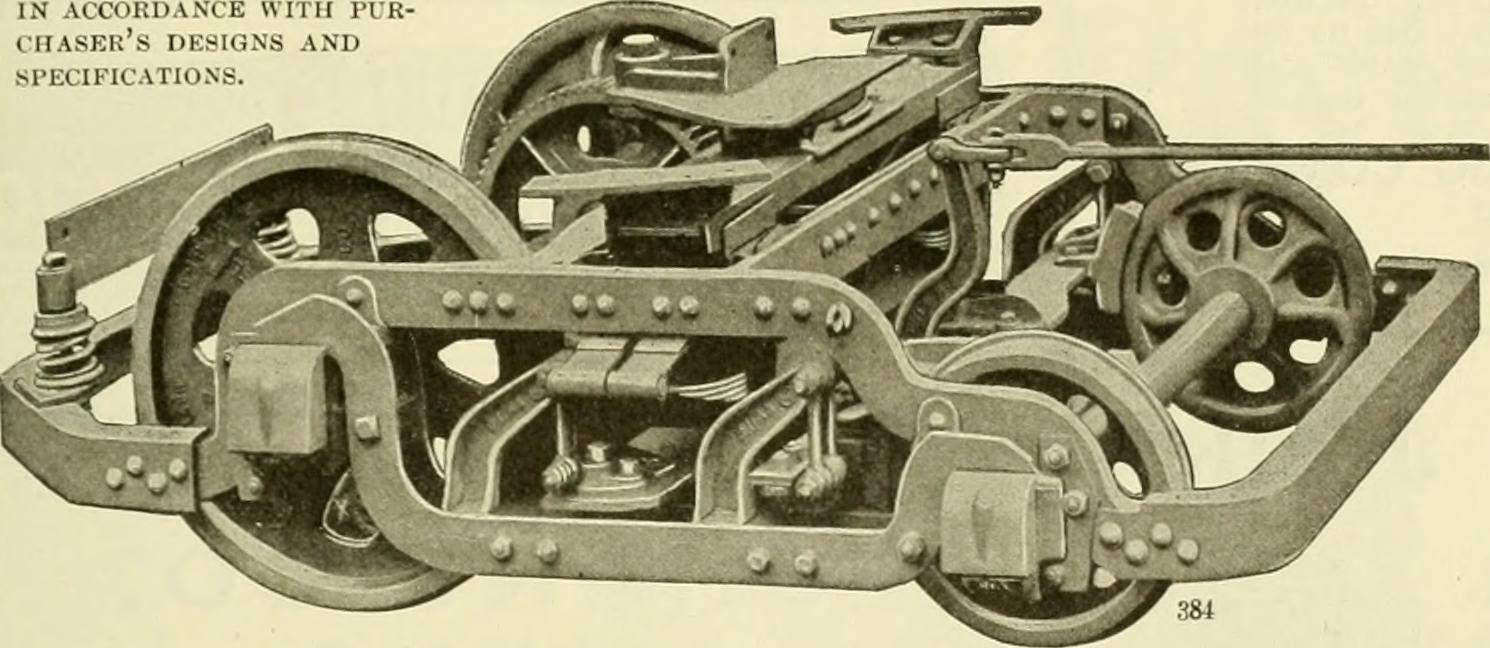
Maximum-traction-draaistel

### Maximum traction
Rond het einde van de 19e eeuw had elke as binnen een draaistel van een tram een eigen motor. Een vierassige tram had zodoende vier motoren. Bij maximum-traction-draaistellen werd echter een krachtigere motor per draaistel toegepast. Het draaipunt was uit het midden in de richting van de aangedreven as geplaatst. Deze as heeft grote wielen, de loopas heeft veel kleinere wielen.

### Jacobsdraaistel
Als twee bakken rusten op één draaistel, dan spreekt men van een jacobsdraaistel. Jacobsdraaistellen worden veel gebruikt bij light trains en metro's om kosten en gewicht te besparen. Voor de komst van de lagevloertram hadden vrijwel alle gelede trams jacobsdraaistellen. De Franse TGVs hebben deze draaistellen onder de niet-aangedreven rijtuigen.

### Drieassig
Drieassige draaistellen komen in Nederland vrijwel alleen bij locomotieven voor (bijvoorbeeld de 1200-, 1300- en 1500-series); bij buitenlandse spoorbedrijven ook wel voor zware goederenwagens. Sommige locomotieven en motorrijtuigen hebben drie 2-assige draaistellen. Voorbeelden hiervan zijn de Zwitserse locomotieven Re 6/6 en het Nederlandse motorrijtuig mDDM, de aandrijving voor de dubbeldekstreinen DD-AR en de gerenoveerde versie daarvan, DDZ.

### Omsporen
De spoorwijdte is niet in alle landen dezelfde en in sommige grensstations is het dan ook nodig dat de spoorwijdte van de wagens veranderd wordt. Eén methode is dat de trein wordt opgevijzeld, waarbij de draaistellen blijven staan. Daarna trekt men andere draaistellen onder de trein en laat men de trein weer zakken.

## Het Engelse woordbogie
Het hierboven beschreven draaistel wordt in het Engels bogie genoemd, ook wel bogy of bogey geschreven. De betekenis daarvan is breder en nog verschillend in diverse Engelstalige landen. In het algemeen wordt met bogie elk kader bedoeld dat een wielstel draagt, bijvoorbeeld ook bij vrachtwagens. 
Het systeem bij vrachtwagens waarbij wielen kunnen opgehaald en neergelaten worden, wordt ook in het Nederlands bogie-lift genoemd. 

## Foto's

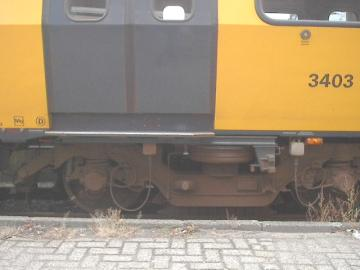
SIG-draaistel onder een Buffel (DM'90)
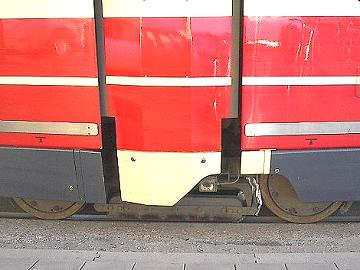
Jacobsdraaistel onder een Haagse tram
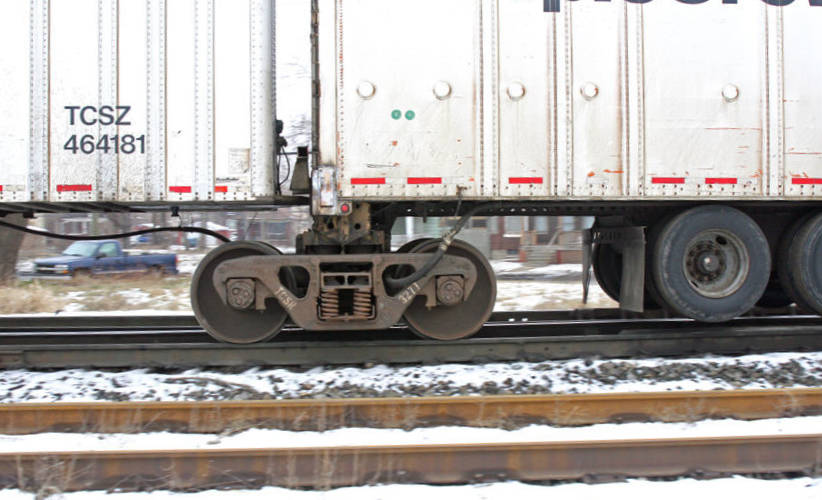
Draaistel onder roadrailers (opleggers) in de VS